# Gaspésie
Die kanadische Gaspésie-Halbinsel (französisch Gaspésie, auch la péninsule gaspésienne) wird vom nördlichen Ausläufer der Appalachen gebildet und ragt in den Sankt-Lorenz-Golf. Die französischsprachige Region gehört zur Provinz Québec. Sie befindet sich im Osten von Québec und bildet mit den im Atlantik liegenden ebenfalls französischsprachigen Magdalenen-Inseln die Verwaltungsprovinz Gaspésie–Îles-de-la-Madeleine. Hauptort der Gaspésie ist die Stadt Gaspé.
Die höchste Erhebung bildet der Mont Jacques-Cartier mit 1268 m. Im Norden fällt das Land meist als schroffe Felsenküste zum Sankt-Lorenz-Strom (französisch Fleuve Saint-Laurent) ab, während der südliche Teil zur Chaleur-Bucht hin flacher und landwirtschaftlicher geprägt ist. Aufgrund der kargen Landschaft bildet der Tourismus heute eine wichtige zusätzliche Einnahmequelle für die Bewohner. Entsprechend wurde die Infrastruktur gut ausgebaut. Zu den touristisch relevanten Gebieten auf der Halbinsel gehört auch der Percé UNESCO Global Geopark bei Percé.

## Die Regionen der Gaspésie
Die Gaspésie ist in fünf Regionen unterteilt:
- La Côte
- La Haute-Gaspésie
- La Pointe
- La Baie-des-Chaleurs
- La Vallée

## Geschichte
Der Name geht auf die hier lebende Mi'kmaq-Stammesgruppe der Kespek (Gespegeoag, Gespegiag) zurück und bedeutet „Ende der Welt“. 1534 betrat der Seefahrer Jacques Cartier die Halbinsel bei Gaspé und nahm das Land für die französische Krone in Besitz.

## Städte und Orte der Gaspésie
- Gaspé
- Percé
- Rimouski
- Rivière-du-Loup
- Trois-Pistoles

## Naturparks
- Parc de la Gaspésie
- Forillon-Nationalpark
- Parc national de l’Île-Bonaventure-et-du-Rocher-Percé